# A holnap határa
A holnap határa (eredeti cím: Edge of Tomorrow) 2014-ben bemutatott amerikai sci-fi film Tom Cruise és Emily Blunt főszereplésével.
Alcíme: „Live. Die. Repeat.”, azaz kb. „Élj, halj, majd kezdd elölről!”. A filmet Doug Liman rendezte, a japán Szakurazaka Hirosi 2004-es „All You Need Is Kill" című regénye alapján.

## Cselekménye
Már öt éve, hogy az emberiség háborút vív a mimikeknek hívott űrlényekkel. A NATO és több ország katonai szervezetei létrehozták az Egyesült Védelmi Erőket (United Defense Forces – UDF), melynek emberveszteségei egyre nőnek a háború előrehaladtával. Ahogy a mimikek egyre inkább uralmuk alá hajtják Európát, a felfegyverzett, mechanizált külső vázak (exoskeleton), melyeket dzsekinek hívnak, lehetővé teszik az UDF katonái számára, hogy döntő ütközetet vívjanak Verdunnál.
William Cage őrnagyot (Tom Cruise), az UDF szóvivőjét és az amerikai hadsereg tartalékos tisztjét behívják, hogy találkozzon Londonban Brigham tábornokkal, az UDF parancsnokával. Az UDF a verduni győzelem okán a Zivatar Hadművelet végrehajtásán dolgozik, mely egy több fronton zajló invázió a mimikek uralta Európában, mely enyhíteni hivatott Oroszország és Kína erőfeszítéseit Kelet-Európában. Brigham tábornok azt a parancsot adja Cage őrnagynak, hogy menjen ki a frontvonalra az első hullámmal és készítsen a csatáról harctéri tudósítást Északnyugat-Franciaországban. Cage ellenszegül és kijelenti, hogy ő nem is igazi katona, hiszen kiképzést sem kapott, elsődleges feladata a tudósítás. Mikor Cage megpróbálja megzsarolni a tábornokot azzal, hogy a támadásról előnytelen módon fog tudósítani, a tábornok elfogatja és lefokozza. Cage-et elkábítják és megbilincselve a londoni Heathrow-i repülőtérre szállítják a következő reggelen, ahol újonc közlegényként szolgálatba kell állnia.
Másnap reggel Cage-et bevetik az első hullámban, de még a fegyverét sem tudja kiélesíteni, mert nem ért hozzá. Legnagyobb szörnyűségére a mimikek megállítják a támadást és megsemmisítik az inváziós erőket. Mintha előre tudnák, hogy az emberek mit fognak csinálni. Cage egy robbanóanyaggal megöl egy szokatlanul nagy mimiket, de életét veszti és a lény kék véréből egy jókora adag beteríti.
Cage a következő reggelen a Heathrow repülőtéren ébred és minden pont ugyanúgy történik vele, mint előző nap. Cage felfedezi, hogy valamilyen módon belekerült egy időhurokba és emiatt minden egyes alkalommal, mikor meghal, akkor az invázió előtti utolsó nap újra kezdődik. Cage eleinte megpróbálja meggyőzni a katonákat a bázison, hogy az invázió hibás lépés, és hogy mindnyájan odavesznek, de nem hallgatnak rá. Cage számos alkalommal éli újra a támadás napját, ahol megpróbálja megmenteni annyi társának az életét, ahányét csak lehet, és eközben találkozik a Verdunnél hírhedtté vált Rita Vrataskival, akit csak a Verduni angyal néven ismer mindenki; (háta mögött Totál Metál Ribi néven emlegetik).  Rita látja Cage képességét arra, hogy megváltoztassa a csata kimenetelét és azt mondja neki, hogy "keressen fel, ha majd felébredt". Egy felrobbanó repülőgép mindkettejükkel végez.
A bázison Cage rálel Ritára, aki önállóan gyakorol és elmondja neki, hogy ismerik egymást a következő napi invázióról. Rita megbízik Cage-ben és elmondja, hogy ő már elveszítette azt a képességet, hogy visszapörgesse az időt, mely hozzásegítette ahhoz, hogy Verdunnél több száz mimiket végezzen ki (ehhez többek között egy kardszerű fegyvert is használt), amitől hírhedtté vált. Rita elmondja Cage-nek, hogy a mimikeket egy közös tudat kapcsolja össze, melyet Omegának neveztek el, mely képes az idő visszaforgatására, ha egy Alfa meghal. Mivel Cage végzett egy Alfa mimikkel, ezért vérébe került egy nagyobb adag idegen vér, amelynek okán ő is képessé vált az idő visszaforgatására. Rita ugyanezen a módon jutott képességéhez és ezt csak akkor veszítette el, amikor vérátömlesztést kapott. Rita elmondja Cage-nek, hogy a mimikek megpróbálják bemérni tudatát, ezért hamarosan látomásai lesznek az Omega pontos helyéről. Rita képzett harcossá edzi Cage-et, aki minden egyes visszatérésekor egyre jobbá válik a harctéren. Rita és Cage több tucatszor tér vissza a harcmezőre, és minden egyes alkalommal közelebb jutnak ahhoz, hogy áttörjék a szárazföld belseje felé az utat a mimikeken át. Eközben Cage egyre gyengédebb szálakkal kezd kötődni Ritához és egyre nehezebbé válik számára, hogy lássa őt minden egyes alkalommal meghalni. Sok alkalommal azonban maga Rita öli meg Cage-et, hogy a nap újrakezdődjön Cage számára. Cage elmagyarázza Ritának, hogy ebben a változatban, amelybe eljutottak, képtelenség, hogy mindketten túléljék az Omega felkutatására tett kísérlet ezen módját, de Rita hajthatatlansága ismételten mindkettejük halálához vezet.
A következő alkalommal Cage látomásában megjelenik az Omega, mely a Bajor-Alpokban tanyázik és eljut oda egyedül, ahol lát egy völgyzáró gátat, melyben majdnem eljut az Omegáig, mikor is végez vele egy Alfa mimik. Az Alfa kivéreztetéssel próbálja elvenni Cage képességeit, ám Cage vízbe fojtja magát utolsó erejével. A következő visszatéréskor Cage elmondja Ritának, hogy látomása csak átverés volt, amely arra irányult, hogy őt sarokba szorítsák és a vérével együtt elvegyék tőle képességeit. Rita elviszi Cage-et Dr. Carterhez, aki neves mimik szakértő, de most hegesztőként dolgozik, mert parancsnokai őrültnek tartják. Carter elmondja Cage-nek, hogy amíg a Fehér Háznak dolgozott, addig kifejlesztett egy olyan eszközt, amellyel rá tud csatlakozni az Alfa-mimik agyhullámaira, és amellyel képessé válhatnának eljutni az Omega valódi rejtőzködési helyére. Elmélete szerint az Omega irányítja az összes mimiket, tehát ha az Omega meghal, akkor a mimikek is leállnak. Mivel ez az eszköz Brigham tábornok széfjében lapul Carter elbocsátása óta, ezért Rita és Cage addig próbálkozik, míg  be nem jutnak a tábornokhoz, akit (többszöri próbálkozásra) meggyőznek arról, hogy ezen eszköz segítségével ők képesek lesznek megnyerni a háborút. Végül a tábornok átadja a készüléket.
Az eszközt Cage lábába szúrják, aki ennek segítségével megállapítja, hogy az Omega a párizsi Louvre üvegpiramisa alatti üregben található. Ekkor egy külső vázat viselő katona hirtelen megállítja kocsijukat, ami miatt mindketten eszméletüket vesztik. Cage egy katonák által őrzött kórteremben ébred, ahol ráeszmél, hogy vérátömlesztést kapott, amely elvette különleges képességét. Rita kiszabadítja Cage-et és elhatározzák, hogy együtt még az invázió előestéjén kivégzik az Omegát. Rita és Cage visszatér a bázisra, ahol Cage meggyőzi társait arról, hogy tartsanak velük az akcióban. Miután sikeresen elhagyják a bázist egy VTOL szállítógéppel, elérnek Párizs fölé, ahol légitámadást intéznek ellenük a mimikek. A gép lezuhanását követően több társuk halála árán eljutnak a Louvre alatti mélygarázsba, ahol heves küzdelem után végeznek az Omegával, ami egy gömbszerű lény.
Cage az invázió napján tér magához a helikopteren Londonba érkezése pillanatában, kimenő egyenruhában, amikor is Brigham tábornok épp bejelenti a tévében a totális győzelmet a mimikek felett. Cage megkeresi Ritát, aki nem emlékszik semmire.

## Szereplők
| Szereplő                 | Színész           | Magyar hang[forrás?] |
| ------------------------ | ----------------- | -------------------- |
| William Cage őrnagy      | Tom Cruise        | Rékasi Károly        |
| Rita Vrataski őrmester   | Emily Blunt       | Németh Borbála       |
| Farell főtörzsőrmester   | Bill Paxton       | Epres Attila         |
| Brigham tábornok         | Brendan Gleeson   | Rosta Sándor         |
| Dr. Noah Carter          | Noah Taylor       | Scherer Péter        |
| Griff                    | Kick Gurry        | Zöld Csaba           |
| Kuntz                    | Dragomir Mrsic    | Fehér Péter          |
| Nance                    | Charlotte Riley   | Gáspár Kata          |
| Skinner                  | Jonas Armstrong   | Makranczi Zalán      |
| Ford                     | Franz Drameh      | Papp Dániel          |
| Takeda                   | Masayoshi Haneda  |                      |
| Kimmel                   | Tony Way          | Csőre Gábor          |
| Karen Lord               | Lara Pulver       | Törtei Tünde         |
| Julie Montgomery tizedes | Madeleine Mantock | Vágó Bernadett       |
| Kegyetlen őrmester       | Terence Maynard   | Galambos Péter       |

## Megjelenése
A filmet 2014. május 30-án mutatták be először, 28 területen, országban: Egyesült Királyság, Brazília, Németország, Spanyolország és Indonézia. Június 6-án további 36 országban mutatták be premierként a filmet, többek közt Észak-Amerikában: Egyesült Államok, Kanada, Ausztrália, Kína és Oroszország területén. Eddigre a film már 140 millió dollárnyi bevételt hozott.

## Fogadtatás
Az amerikai filmkritikusok véleményét összegző Rotten Tomatoes 90%-ra értékelte 236 vélemény alapján.
A Los Angeles Times című újságban nagyon pozitív kritikákat kapott a produkció.

## A film készítése
A könyv jogait 2009-ben vásárolta meg a Warner Bros Pictures. A stúdió a film elkészítése során együttműködött az ausztrál Village Roadshow filmkészítő vállalattal. Az amerikai hátterű produkciót Doug Liman rendezte.
A forgatás 2012-ben kezdődött, melynek túlnyomó részt a Warner Bros. Studios Leavesden volt a helyszíne. A londoni Trafalgar tér szintén a forgatási helyszínek között szerepelt.

## Hasonló filmek
- Forráskód
- Idétlen időkig

## Fordítás
- Ez a szócikk részben vagy egészben  az   Edge of Tomorrow (film) című angol Wikipédia-szócikk ezen változatának fordításán alapul.  Az eredeti cikk szerkesztőit annak laptörténete sorolja fel. Ez a jelzés csupán a megfogalmazás eredetét és a szerzői jogokat jelzi, nem szolgál a cikkben szereplő információk forrásmegjelöléseként.